# Gynoplistia (Gynoplistia) serrulata
Gynoplistia (Gynoplistia) serrulata is een tweevleugelige uit de familie steltmuggen (Limoniidae). De soort komt voor in het Australaziatisch gebied.